# Sonchus acaulis
Sonchus acaulis Dum.Cours., 1811 è una pianta appartenente alla famiglia delle Asteraceae, endemica delle isole Canarie.

## Descrizione

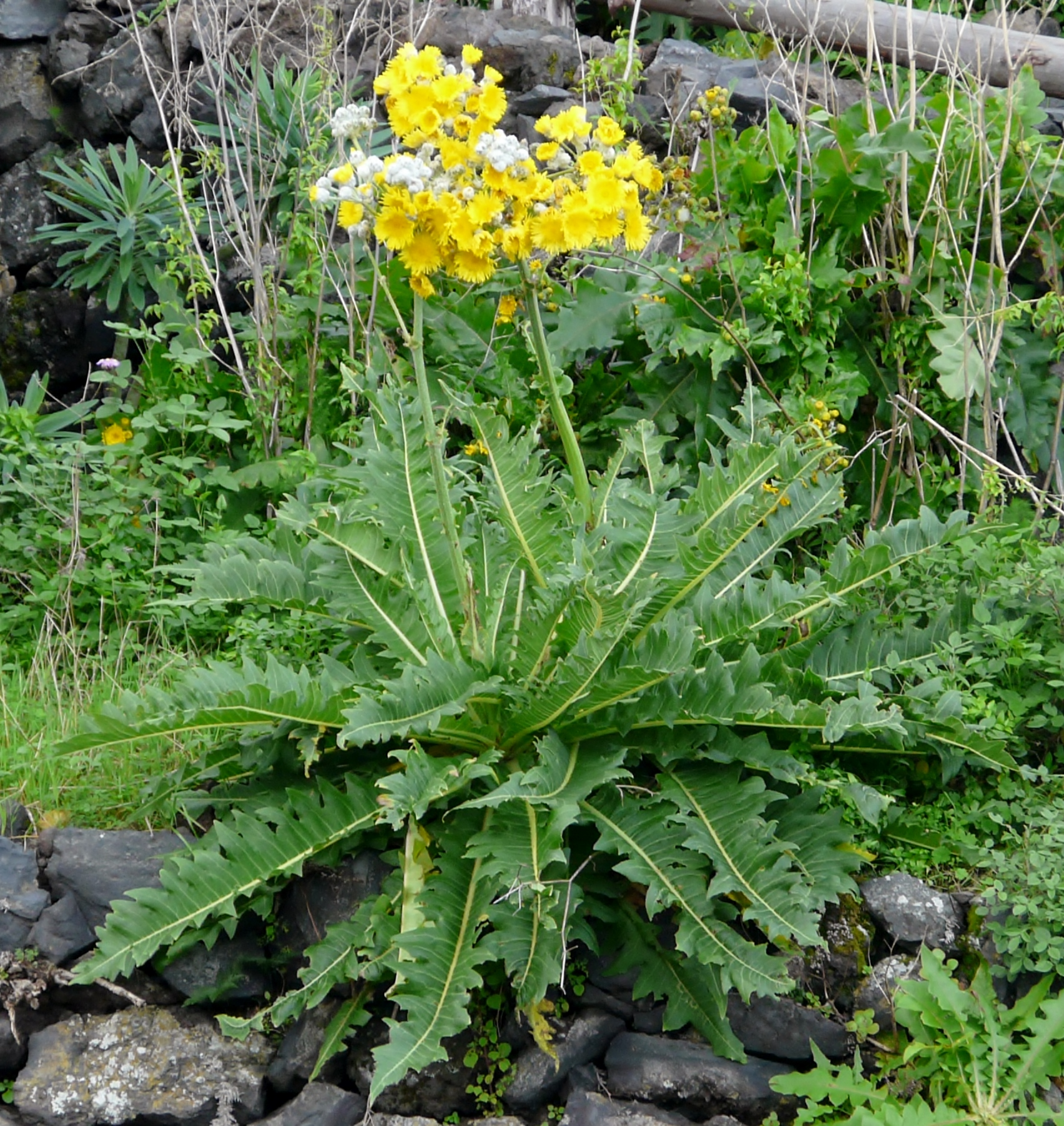

È una specie arbustiva, con un fusto legnoso molto corto, da cui si diparte una appariscente rosetta basale, che può raggiungere 1 m di diametro, composta da lunghe foglie lanceolate con margine profondamente dentato. L'infiorescenza è un capolino di colore giallo, del diametro di circa 2,5 cm, interamente composto da fiori ligulati.

## Distribuzione e habitat
È un endemismo delle isole di Tenerife e Gran Canaria, ove è noto come cerrajón.